# テアトル・ド・ポッシュ
有限会社テアトル・ド・ポッシュは、東京都港区西麻布に本社を置く日本の芸能プロダクション。

## 所属タレント
- 三浦友和
- 佐藤浩市
- 浅田美代子
- 賀来千香子（九プロダクションから移籍）
- 洞口依子
- 山本未來
- 吉行和子
- 浅見小四郎
- 芹沢礼多
- 青柳弘太
- 中山雄介
- 篠原ゆき子
- 石崎なつみ
- 金井勇太

## かつて所属していたタレント
- 青木麻由子
- 池端絵美子
- 大橋亘
- 岡幸恵
- 掛田誠
- 桜井浩子
- 佐藤玲
- 武田大和
- 長森雅人
- 中山弟吾郎
- 夏川結衣
- 林ゆたか
- 三浦光弘
- 宮内國郎
- 安永亜衣
- 山村美智
- 山本伸吾
- 渡辺航

## 元マネージャー
- 川口厚

## 関連会社
- 株式会社ポッシュ企画

## 周辺
- 麻布警察署
- 港区立笄小学校
- 港区立高陵中学校